# 無人島物語系列
《無人島物語》（日语：／ Mujindō monogatari）是日本KSS及系列公司發行的模擬遊戲系列作品。
內容是漂流到無人島的主人公和同伴將入手的物品作成道具等，在無人島生存的生活。

## 遊戲

### 無人島物語
全系列由KSS發售。
無人島物語（PC-98、FM-TOWNS、超級任天堂）
1994年8月5日發售PC-98版，1996年1月26日發售超級任天堂版。
無人島物語2（PC-98）
1995年9月發售。
無人島物語3 ～A.D.1999 TOKYO.～（PC-98）
1996年發售。舞台不在無人島，在因大地震而壞滅的東京。
DESERTED ISLAND（PlayStation）
1996年11月29日發售。無人島物語アナザーワールド的原型的作品。
無人島物語4（Windows）
1998年7月24日發售，無人島物語的重製版，刪除15禁CG，遊戲系統也有變動。臺灣中文版由富峰群資訊代理。
無人島物語アナザーワールド（Windows）
1998年9月25日發售。目的是率領探險隊在新發現的孤島調査新種生物。
漂流記 The reportage beyond the sea（PlayStation）
1999年10月28日發售。無人島物語4的移植版作品。

### 無人島物語R
無人島的生存，再加上漂流者間的戀愛模擬要素的作品。由KSS發售。
無人島物語R ～Survival life in the uninhabited region～（Windows）
1997年4月25日發售。男女間戀愛、男性間戀愛可能。臺灣中文版由力藝資訊代理。
無人島物語R ～ふたりのラブラブ愛ランド～ （SEGA SATURN）
1998年5月28日發售。電腦版的移植。
無人島物語RR （Windows）
1999年5月28日發售，臺灣中文版由旭力亞有限公司代理。

### 無人島物語X
延續R的路線，再加上18禁內容的成人遊戲系列，由Pink Pineapple發售。
無人島物語X～外伝（Windows）
1997年9月26日發售。
無人島物語XX（Windows）
1999年2月26日發售。
無人島物語XXX（Windows）
1999年8月27日發售。
無人島物語X.2001 ～姿なき悪魔～ （Windows）
2001年4月27日發售。

## OVA
以無人島物語X為基礎製作的成人動畫，都由PinkPineapple發售。2009年1月23日發售兩作的合集。
無人島物語X
全部共4話，分成VHS、LD、DVD。英文版的片名是「The Desert Island Story X」，由NuTech Digital代理發售。
| 話數  | 標題 | DVD發售日      |
| ----- | ---- | -------------- |
| 第1話 | 漂着 | 1999年12月10日 |
| 第2話 | 罠   | 1999年12月10日 |
| 第3話 | 疑心 | 2000年1月14日  |
| 第4話 | 夜明 | 2000年1月14日  |

無人島物語XX
全部共4話，分成VHS、LD、DVD。英文版的片名是「The Desert Island Story XX」，由NuTech Digital代理發售。
| 話數  | 標題   | DVD發售日      |
| ----- | ------ | -------------- |
| File1 | 自鳴琴 | 1999年12月10日 |
| File2 | 首飾り | 2000年3月10日  |
| File3 | 鍵盤   | 2000年5月26日  |
| File4 | 髪帯   | 2000年6月23日  |

## 相關商品

### 小說
小說都由KSS出版發售
- 無人島物語 長すぎたサマーバケーション
- 無人島物語R とびっきり！？のバカンス
- 無人島物語X 禁断のプロジェクト
- 無人島物語Limited 漂流…時空を越えて 前編

### CD
- 無人島物語 DESERTED ISLAND

### 書籍
- 無人島物語R Visual Works with 「無人島物語Ｘ～外伝」
- 無人島物語X PLUS XX CG＆原画集
- 無人島物語4　パーフェクトガイド